# Eurhinocricus elattus
Eurhinocricus elattus är en mångfotingart som beskrevs av Chamberlin 1955. Eurhinocricus elattus ingår i släktet Eurhinocricus och familjen Rhinocricidae. Inga underarter finns listade i Catalogue of Life.